# Betfluga
Betfluga (Pegomya betae) är en tvåvingeart som först beskrevs av Curtis 1847.  Pegomya betae ingår i släktet Pegomya och familjen blomsterflugor. Arten är reproducerande i Sverige. Inga underarter finns listade i Catalogue of Life.
Betflugan liknar i kroppsformen den lilla husflugan, kroppen är grå och dess ben och vingbaser brungula. Den har en längd av omkring 5 millimeter. Larverna lever i stora blåslika, brunaktiga minor i bladen av socker-, foder- och rödbetor eller i spenat. Genom att bladens viktiga grönvävnad därvid förtärs, kan skörderesultatet de år betflugan uppträder i stora antal betydligt minskas.

## Bildgalleri

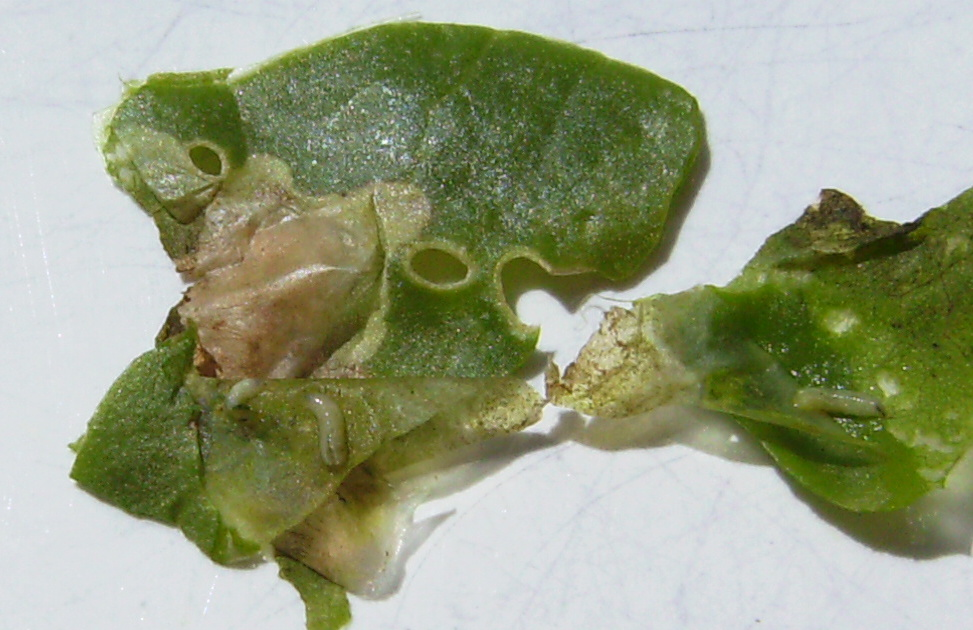